# Лосєв Анатолій Іванович
Анатолій Іванович Лосєв (19 жовтня 1906, Київ — 21 вересня 1970) — радянський офіцер, Герой Радянського Союзу, в роки німецько-радянської війни командир 72-ї гвардійської Красноградської Червонопрапорної стрілецької дивізії 25-го гвардійського стрілецького корпусу 7-ї гвардійської армії Степового фронту, гвардії генерал-майор.

## Біографія
Народився 19 жовтня 1906 року в Києві в сім'ї робітника. Українець. Працював помічником вальцевого на млині в місті Ніжині.
У вересні 1924 року призваний до лав Червоної Армії. У 1928 році закінчив Київську артилерійську школу. З вересня 1928 року — командир взводу 96-го легко-артилерійського полку Українського військового округу. З квітня 1930 року — командир артилерійського взводу та батареї в 1-му окремому кінно-артилерійському дивізіоні Українського військового округу. У червні 1932 — жовтні 1933 року командував батареєю в 1-му кавалерійському полку того ж округу. Член ВКП(б) з 1931 року.
У 1938 році закінчив чотири курси Військової електротехнічної академії РСЧА імені С. М. Будьонного. З березня 1938 року — начальник штабу 41-го артилерійського полку в Харківському військовому окрузі і з червня 1938 року — 76-го артилерійського полку в Закавказькому військовому окрузі. Закінчив шестимісячні артилерійські Червонопрапорні курси удосконалення командного складу в 1939 році. З серпня 1939 року — командир 306-го легкоартіллерійского полку в 155-й стрілецькій дивізії Західного особливого військового округу. На цій посаді брав участь в радянсько-фінській війні 1939—1940 років у складі 8-ї армії. Нагороджений орденом Червоної Зірки.
У боях німецько-радянської війни з 22 червня 1941 року. У перший же день війни 306-й полк, яким командував підполковник А. І. Лосєв, вступив в бій на річці Шарі, біля міста Слоніма Барановицької області. Далі воював у складі 4-ї і 21-ї армій Західного фронту, брав участь у Смоленському оборонному бою. З грудня 1941 року брав участь у битві за Москву. З квітня 1942 року — начальник артилерії 38-ї стрілецької дивізії 28-ї армії Південно-Західного фронту, добре проявив себе в оборонних боях літа і осені 1942 року на воронезькому напрямку. Там же був поранений.
З жовтня 1942 року — командир 29-ї стрілецької дивізії 64-ї армії Сталінградського фронту. Брав участь у Сталінградській битві. Потім дивізія воювала у складі 7-ї гвардійської армії на Воронезькому (з квітня 1943 року) і Степовому (з липня 1943) фронтах. Після битви на Курській дузі дивізія штурмом оволоділа містом Красноградом і, переслідуючи противника, підійшла до Дніпра в районі села Бородаївських Хуторів. 25 вересня 1943 року, після вогневого нальоту почалася атака ворожих позицій. В результаті запеклого бою на сьому годину ранку село було очищене від ворога і завойований плацдарм в 16 квадратних кілометрів. 20 днів тривали бої за утримання і розширення плацдарму. Битва за Дніпро на цій ділянці була виграна.
Указом Президії Верховної Ради СРСР від 26 жовтня 1943 року за успішне форсування Дніпра і утримання плацдарму, проявлені при цьому мужність, відвагу і вміння у складній обстановці керувати військами генерал-майору Анатолію Івановичу Лосєву присвоєно звання Героя Радянського Союзу з врученням ордена Леніна і медалі «Золота Зірка» (№ 1336).
З жовтня 1943 року дивізія воювала у складі 7-ї гвардійської армії на 2-му Українському фронті. Брала участь в Нижньодніпровській, Кіровоградській, Умансько-Ботошанській, Яссько-Кишинівській, Дебреценській, Будапештській і Віденській наступальних операціях. З квітня 1945 року Анатолій Лосєв брав участь у Братиславському-Брновской і Празькій операціях. Війну закінчив у Австрії.
Після Перемоги до лютого 1946 командував тим же корпусом, потім відправлений на навчання. У 1948 році закінчив Вищу військову академію імені К. Є. Ворошилова. З серпня 1948 року — заступник командира 63-го стрілецького корпусу в Уральському військовому окрузі. З липня 1953 року — старший викладач загальновійськової підготовки, а потім начальник військової кафедри Київського державного університету імені Т. Г. Шевченко. З лютого 1955 року — начальник Київського військового училища імені Робочих Червоного Замоскворіччя. У лютому 1956 року пішов у запас.

Могила Анатолія Лосєва

Жив у Києві. Помер 21 вересня 1970 року. Похований у Києві на Байковому кладовищі.

## Нагороди, завання
Генерал-майор з 1 березня 1943 року. Нагороджений двома орденами Леніна, чотирма орденами Червоного Прапора, двома орденами Суворова 2-го ступеня, орденом Кутузова 2-го ступеня, орденом Вітчизняної війни 1-го ступеня, двома орденами Червоної Зірки, медалями.
Почесний громадянин Братислави.